# Problem nawiasowania ciągu macierzy
Problem nawiasowania ciągu macierzy – problemem znalezienia takiego nawiasowania iloczynu macierzy {\displaystyle A_{0},A_{1},\dots ,A_{n},} by zminimalizować łączny koszt wszystkich mnożeń. Nawiasowanie takie nazywa się optymalnym. Mówimy, że iloczyn macierzy {\displaystyle A_{0}\cdot A_{1}\cdot \ldots \cdot A_{n}} ma ustalone nawiasowanie, jeżeli tworzy go pojedyncza macierz lub iloczyn dwóch iloczynów macierzy o ustalonym nawiasowaniu.

## Przykład ustalonych nawiasowań
Niech {\displaystyle A_{0},A_{1},A_{2},A_{3}} będzie ciągiem macierzy. Ich iloczyn ma następujące ustalone nawiasowania:
{\displaystyle (((A_{0}\cdot A_{1})\cdot A_{2})\cdot A_{3})}
{\displaystyle ((A_{0}\cdot (A_{1}\cdot A_{2}))\cdot A_{3})}
{\displaystyle ((A_{0}\cdot A_{1})\cdot (A_{2}\cdot A_{3}))}
{\displaystyle (A_{0}\cdot ((A_{1}\cdot A_{2})\cdot A_{3}))}
{\displaystyle (A_{0}\cdot (A_{1}\cdot (A_{2}\cdot A_{3})))}

## Nawiasowanie a koszt obliczenia iloczynu macierzy
Wybór nawiasowania może mieć znaczący wpływ na liczbę operacji potrzebnych do obliczenia iloczynu macierzy – koszt pomnożenia dwóch macierzy o wymiarach odpowiednio {\displaystyle a\times b} i {\displaystyle b\times c} wynosi {\displaystyle O(a\cdot b\cdot c)} (dokładnie – wymaga {\displaystyle a\cdot b\cdot c} mnożeń skalarnych).
Niech dane będą trzy macierze {\displaystyle A_{0},A_{1},A_{2}} o rozmiarach odpowiednio 2×20, 20×1 i 1×10. Dla nawiasowania {\displaystyle ((A_{0}\cdot A_{1})\cdot A_{2})} koszty wyniosą:
- obliczenie iloczynu {\displaystyle A^{'}=A_{0}\cdot A_{1}} – koszt {\displaystyle 2\cdot 20\cdot 1=40} mnożeń; macierz {\displaystyle A^{'}} ma rozmiary 2×1;
- obliczenie iloczynu {\displaystyle A^{'}\cdot A_{2}} – koszt {\displaystyle 2\cdot 1\cdot 10=20} mnożeń;
- razem: {\displaystyle 40+20=60} mnożeń skalarnych.

Dla tych samych macierzy, ale nawiasowania {\displaystyle (A_{0}\cdot (A_{1}\cdot A_{2})),} koszty wyniosą:
- obliczenie iloczynu {\displaystyle A^{''}=A_{1}\cdot A_{2}} – koszt {\displaystyle 20\cdot 1\cdot 10=200} mnożeń; macierz {\displaystyle A^{''}} ma rozmiary 20×10;
- obliczenie iloczynu {\displaystyle A_{0}\cdot A^{''}} – koszt {\displaystyle 2\cdot 20\cdot 10=400} mnożeń;
- razem: {\displaystyle 200+400=600} mnożeń skalarnych.

Przewaga pierwszego nawiasowania jest oczywista.

## Własność optymalnej podstruktury
Można wykazać, że problem nawiasowania macierzy wykazuje własność optymalnej podstruktury.

### Dowód
Załóżmy, że dla optymalnego nawiasowania macierzy {\displaystyle A_{i},A_{i+1},\dots ,A_{j}} występuje podział między {\displaystyle A_{p}} i {\displaystyle A_{p+1}} oraz, niewprost, że dla tego nawiasowania nawiasowanie {\displaystyle A_{i},A_{i+1},\dots ,A_{p}} nie jest optymalne. Wówczas można by w nawiasowaniu {\displaystyle A_{i},A_{i+1},\dots ,A_{j}} „podmienić” nawiasowanie {\displaystyle A_{i},A_{i+1},\dots ,A_{p}} na optymalne, w wyniku czego otrzymalibyśmy nowe nawiasowanie {\displaystyle A_{i},A_{i+1},\dots ,A_{j}} lepsze od optymalnego – sprzeczność.

## Rozwiązanie problemu nawiasowania macierzy
Problem nawiasowania ciągu macierzy można łatwo rozwiązać, stosując algorytm dynamiczny. Definiujemy koszt optymalnego nawiasowania jako funkcję optymalnych rozwiązań podproblemów.
Niech {\displaystyle k[i][j]} oznacza minimalny koszt wymnożenia macierzy {\displaystyle A_{i},A_{i+1},\dots ,A_{j}} o rozmiarach odpowiednio {\displaystyle a_{i}\times a_{i+1},a_{i+1}\times a_{i+2},\dots ,a_{j}\times a_{j+1}.}

{\displaystyle k[i][j]} może być zdefiniowane następująco:
- {\displaystyle k[i][i]} – nawiasowanie tylko jednej macierzy – {\displaystyle k[i][i]=0}
- {\displaystyle k[i][j]} – nawiasowanie to musi wyznaczać punkt podziału {\displaystyle p} taki, że (zgodnie z podpunktem o własności optymalnego nawiasowania) {\displaystyle A_{i},\dots ,A_{p}} i {\displaystyle A_{p+1},\dots ,A_{j}} są optymalnymi rozwiązaniami podproblemów. Wtedy {\displaystyle k[i][j]} jest równe sumie minimalnych kosztów obliczenia {\displaystyle A_{i},\dots ,A_{p}} i {\displaystyle A_{p+1},\dots ,A_{j}} oraz kosztu pomnożenia macierzy wynikowych tych podrozwiązań:

{\displaystyle k[i][j]=\min _{i\leqslant m<j}\{k[i][m]+k[m+1][j]+a_{i}\cdot a_{m+1}\cdot a_{j+1}\}}